# H. C. McNeile
Herman Cyril McNeile, C.M. (28 de setembro de 1888 - 14 de agosto de 1937), comumente conhecido como Cyril McNeile e publicando sob o nome de H. C. McNeile ou Sapper, foi um soldado e autor britânico. Com base em suas experiências nas trincheiras durante a Primeira Guerra Mundial, ele começou a escrever contos e publicá-los no Daily Mail . Como os oficiais em serviço do exército britânico não tinham permissão para publicar em seus próprios nomes, ele recebeu o pseudônimo "Sapper" de Lorde Northcliffe, o proprietário do Daily Mail.
Após a guerra, McNeile deixou o exército e continuou escrevendo, embora tenha mudado de histórias de guerra para thrillers . Em 1920 ele publicou Bulldog Drummond, cujo herói homônimo se tornou sua criação mais conhecida. O personagem foi baseado no próprio McNeile, em seu amigo Gerard Fairlie e em cavalheiros ingleses em geral. McNeile escreveu dez romances de Bulldog Drummond, bem como três peças e um roteiro .
McNeile intercalou seu trabalho em Drummond com outros romances e coleções de histórias que incluíam dois personagens que apareceram como protagonistas em seus próprios trabalhos, Jim Maitland e Ronald Standish. Ele foi um dos autores populares britânicos de maior sucesso do período entreguerras antes de sua morte em 1937 de câncer de garganta, que foi atribuído aos danos sofridos por um ataque com gás na guerra.
As histórias de McNeile são diretamente sobre a guerra ou contêm pessoas cujas vidas foram moldadas por ela. Seus thrillers são uma continuação de suas histórias de guerra, com ingleses de classe alta defendendo a Inglaterra de estrangeiros conspirando contra ela. Embora ele fosse visto na época como "simplesmente um tory que falava por muitos de seus compatriotas",  após a Segunda Guerra Mundial, seu trabalho foi criticado por ter conotações fascistas, ao mesmo tempo em que exibia a xenofobia e o anti-semitismo aparentes em alguns outros escritores da época.

## Biografia

### Infância

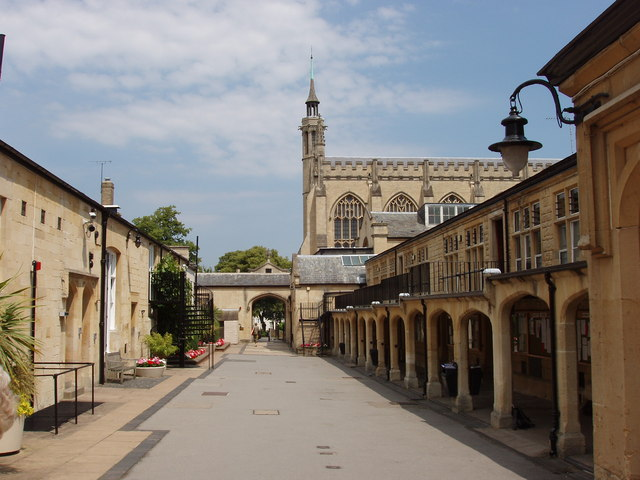
Cheltenham College, onde McNeile gostava de praticar esportes, mas não se destacava neles

McNeile nasceu em Bodmin, Cornualha. Ele era filho de Malcolm McNeile, um capitão da Marinha Real que na época era governador da prisão naval de Bodmin, e Christiana Mary (nascida Sloggett). A família McNeile tinha raízes ancestrais tanto de Belfast quanto da Escócia,  e contava com um general do Exército da Índia Britânica entre seus membros. 
McNeile não gostava de nenhum de seus nomes, mas preferia ser chamado de Cyril, embora sempre fosse conhecido por seus amigos como Mac.   Depois de frequentar uma escola preparatória em Eastbourne, ele foi educado no Cheltenham College.  Ao deixar a faculdade, ele se juntou à Royal Military Academy, Woolwich,  da qual foi comissionado nos Royal Engineers como segundo tenente em julho de 1907. Ele passou por treinamento adicional na Escola Real de Engenharia Militar antes de um curto posto em Aldershot Garrison.  Ele recebeu promoção a tenente em junho de 1910  e foi enviado para Canterbury, servindo três anos com a 3ª Tropa de Campo, até janeiro de 1914, quando foi enviado para Malta. 
Em 1914 McNeile foi promovido ao posto de capitão.  Ele ainda estava em Malta quando a guerra estourou e foi mandado para a França em outubro de 1914;  viajou pela Inglaterra e casou-se com Violet Evelyn Baird em 31 de outubro de 1914.  Baird era filha do tenente-coronel Arthur Baird Douglas dos Cameron Highlanders.

### Serviço da Primeira Guerra Mundial
Em 2 de novembro de 1914, McNeile viajou para a França como parte da Força Expedicionária Britânica .   Poucos detalhes são conhecidos sobre o serviço de guerra de McNeile, já que seus registros foram destruídos por bombas incendiárias durante a Segunda Guerra Mundial . Ele passou um tempo com várias unidades do Royal Engineer na Frente Ocidental, incluindo o 1º Esquadrão de Campo RE, 15ª Companhia de Campo R.E. e elementos R.E. da 33ª Divisão. 

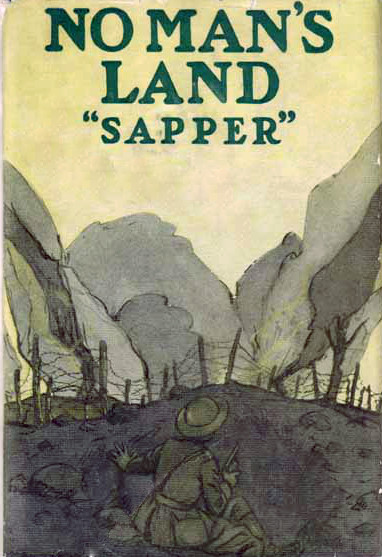
Capa dos EUA de No Man's Land, publicada em 1917

A primeira história publicada de , Reminiscences of Sergeant Michael Cassidy, foi publicada na página quatro do Daily Mail dia 13 de janeiro de 1915 Como oficiais do exército britânico não podiam publicar utilizando seus nomes, exceto durante seus períodos sabáticos de meio salário, muitos escreviam sob um pseudônimo;  Lord Northcliffe, o proprietário do Daily Mail, deu a McNeile o pseudônimo "Sapper", como os Engenheiros Reais eram comumente conhecidos como os Sapadores.   McNeile mais tarde confidenciou que havia começado a escrever por "puro tédio". Algumas de suas histórias apareceram na página quatro do Daily Mail nos meses seguintes.  Northcliffe ficou impressionado com sua escrita e tentou, mas falhou, libertá-lo do exército para trabalhar como correspondente de guerra.  No final de 1915, ele havia escrito duas coletâneas de contos, The Lieutenant and Others e Sergeant Michael Cassidy, R.E., ambas publicadas pela Hodder & Stoughton. Embora muitas das histórias já tivessem aparecido no Daily Mail,  entre 1916 e 1918 o sargento Michael Cassidy, R.E. vendeu 135.000 cópias e The Lieutenant and Others publicado em 1915 vendeu 139.000 cópias.  No final da guerra, ele havia publicado mais três coleções, Men, Women, and Guns (1916), No Man's Land (1917) e The Human Touch (1918).  Em 1916 ele escreveu uma série de artigos intitulados The Making of an Officer, que apareceu sob as iniciais C.N., em cinco edições do The Times entre 8 e 14 de junho de 1916.   Os artigos foram direcionados a jovens e novos policiais para explicar suas funções a eles; estes foram reunidos e publicados por Hodder & Stoughton mais tarde em 1916. 
Durante seu tempo com os Engenheiros Reais, McNeile viu ação na Primeira e Segunda Batalhas de Ypres  — ele foi gaseado na segunda batalha  — e na Batalha do Somme. Em 1916 foi condecorado com a Cruz Militar e foi mencionado nos despachos;  em novembro daquele ano, ele foi convocado para major interino.  De 1 de abril a 5 de outubro de 1918, comandou um batalhão do Regimento de Middlesex e foi promovido a tenente-coronel interino; o estudioso Lawrence Treadwell observa que "para um engenheiro comandar um regimento de infantaria era... uma raridade."  18º Batalhão, Regimento de Middlesex sob McNeile viu ação para o restante de seu comando, e esteve envolvido em combates durante a Ofensiva dos Cem Dias no setor de St. Quentin-Cambrai em setembro de 1918;  durante o ano, ele foi novamente mencionado nos despachos. Em 2 de outubro de 1918, ele quebrou o tornozelo e foi brevemente hospitalizado, o que o obrigou a renunciar ao comando do regimento em 4 de outubro. Ele estava em licença de convalescença quando a guerra terminou em novembro de 1918. Durante o curso da guerra, ele passou um total de 32 meses na França,  e provavelmente foi gaseado mais de uma vez.  Sua produção literária de 1915 a 1918 foi responsável por mais de 80 histórias coletadas e não coletadas.  Seu irmão - também da Royal Engineers - havia sido morto no início da guerra. 

### Anos pós-guerra
McNeile teve uma vida tranquila depois da guerra; seu biógrafo Jonathon Green observa que "como nos romances de colegas escritores best-sellers como PG Wodehouse ou Agatha Christie, é o herói que vive a vida emocionante".  Embora ele fosse um "homem incessantemente saudável",  ele sofria de saúde delicada após a guerra.  Ele tinha uma voz alta e uma risada mais alta, e "gostava de animar clubes e restaurantes com a visão e o som da boa camaradagem militar"; seu amigo e colaborador Gerard Fairlie o descreveu como "nem a xícara de chá de todos", e comentou que "ele era barulhento de todas as maneiras possíveis - em sua voz, em sua risada, em suas roupas, na arrogância inconsciente com que ele sempre se motivou, em toda a sua abordagem da vida".  McNeile e sua esposa tiveram dois filhos. 
Em 13 de junho de 1919, McNeile se aposentou na lista de oficiais da reserva e foi confirmado no posto de major. No mesmo ano, ele também publicou uma coleção de contos, Mufti, na qual introduziu um tipo de personagem como "a Raça", uma classe de inglês que era patriota, leal e "física e moralmente intrépido".  Embora bem recebido pela crítica, o livro fracassou comercialmente e, no final de 1922, havia vendido apenas 16.700 exemplares de sua primeira tiragem de 20.000; as cópias não vendidas foram despolpadas e o romance saiu de circulação no final daquele ano. 
Em 1920, McNeile publicou Bull-Dog Drummond, cujo herói homônimo — um membro da "Raça" — tornou-se sua criação mais famosa.  Ele havia escrito Drummond pela primeira vez como detetive para um conto na The Strand Magazine, mas o personagem não teve sucesso e foi trocado pelo romance, que era um thriller.  Capitão Hugh "Bulldog" Drummond OSD, M.C. foi descrito no subtítulo do romance como "um oficial desmobilizado que achou a paz monótona" após o serviço durante a Primeira Guerra Mundial com o fictício Regimento Loamshire . Drummond passou a aparecer em dez romances completos de McNeile  e mais sete de seu amigo Gerard Fairlie. O personagem era um amálgama de Fairlie, ele mesmo e sua ideia de um cavalheiro inglês.   Drummond também teve raízes nos personagens literários Sherlock Holmes, Sexton Blake, Richard Hannay e The Scarlet Pimpernel. Drummond foi caracterizado como grande, muito forte, fisicamente pouco atraente e "aparentemente sem cérebro",  que também era um cavalheiro com uma renda privada;  ele também poderia ser interpretado como "um ex-oficial brutalizado cuja sede de excitação também é uma tentativa de reencenar a guerra".  O personagem foi posteriormente descrito por Cecil Day-Lewis, autor do detetive rival Nigel Strangeways, como um "indizível valentão da escola pública".  O principal adversário de Drummond em quatro romances é Carl Peterson.   Irma é descrita por Jonathon Green como "o epítome furtivo de uma 'vamp '" dos anos 20 ,  e por Lawrence Treadwell como morena, sexy e de origem oriental, "uma verdadeira femme fatale" . Após a morte de Carl Peterson em The Final Count, Irma jura vingança em Drummond e sequestra sua esposa — a qual ele conheceu em Bull-Dog Drummond — com a intenção de matá-lo na perseguição que se seguiu.  Irma Peterson aparece em seis dos livros de McNeile, e em outros cinco de Fairlie.  

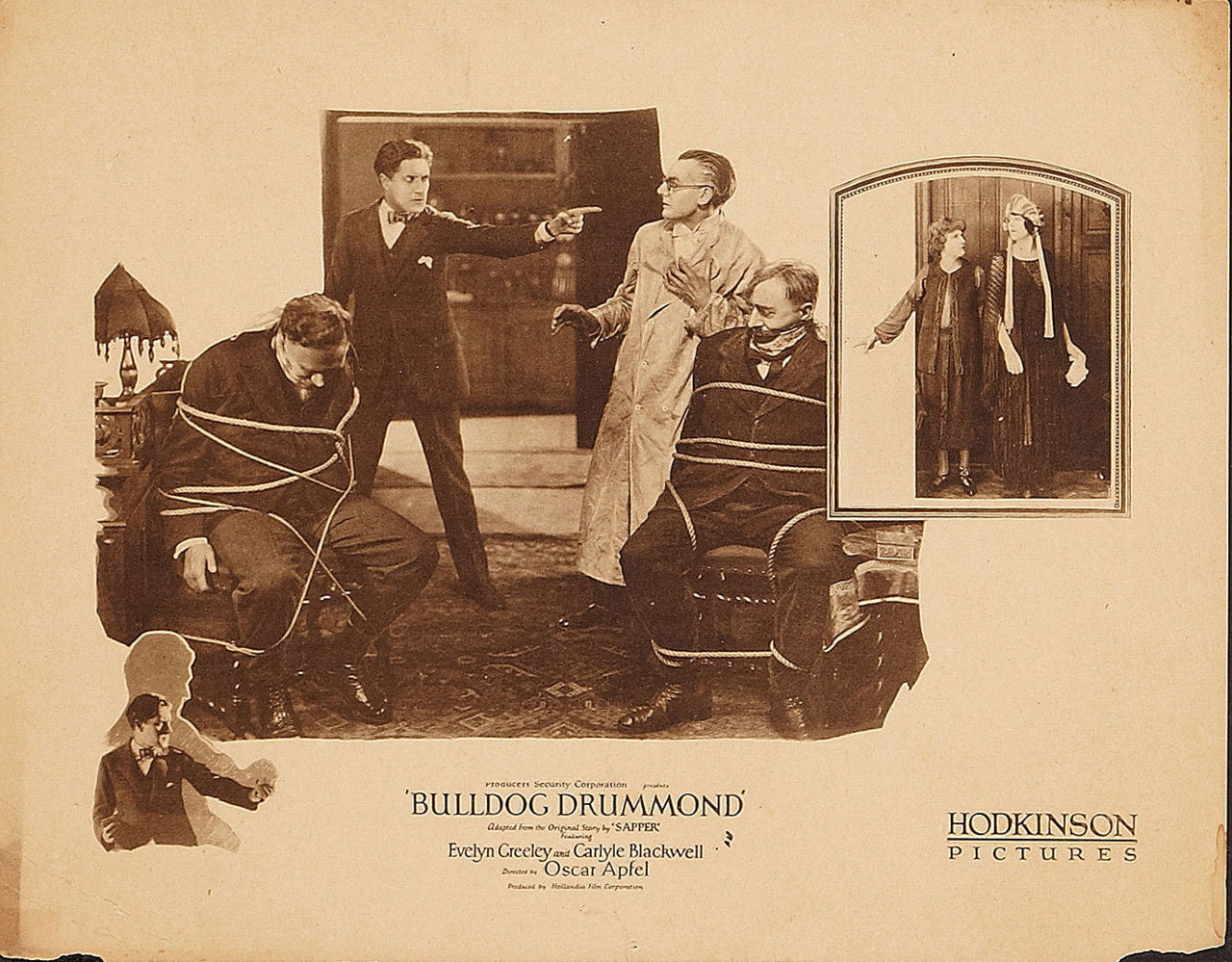
Cartão de lobby para exibições nos EUA do filme de 1922, Bulldog Drummond

McNeile adaptou Bulldog Drummond para o palco. Foi produzido no Wyndham's Theatre durante a temporada de 1921-22, com Gerald du Maurier interpretando o papel-principal;  teve 428 apresentações.   A peça também foi exibida em Nova York durante a mesma temporada, com A.E. Matthews como Drummond.   Mais tarde, em 1922, McNeile renunciou à sua comissão de reserva com o posto de tenente-coronel,  e mudou-se como exilado fiscal para Territet, Montreux, Suíça, com sua esposa;  o interior da Suíça foi posteriormente descrito em várias de suas histórias.  
No ano seguinte, McNeile apresentou o personagem de Jim Maitland.   Maitland foi o protagonista do romance de 1923 Jim Maitland ; mais tarde ele apareceu em um segundo romance em 1931, The Island of Terror. Na época em que McNeile matou o personagem Carl Peterson em The Final Count (1926), ele também apresentou o personagem Ronald Standish, que apareceu pela primeira vez em "The Saving Clause" (1927) e "Tiny Carteret" (1930)  antes tornando-se protagonista em duas coletâneas de contos, Ronald Standish (1933) e Ask for Ronald Standish (1936). O personagem também apareceu nos três últimos romances de Drummond, Knock-Out (1933), Bull-Dog Drummond at Bay (1935) e Challenge (1937).  Standish era um esportista que jogava críquete pela Inglaterra e era consultor em tempo parcial do Ministério da Guerra . 
Em 1929 McNeile editou um volume de contos de O. Henry, The Best of O. Henry ; as histórias serviram de modelo para ele quando começou como escritor.  No mesmo ano, o filme Bulldog Drummond foi lançado, estrelado por Ronald Colman no papel-principal. Colman foi indicado ao Oscar de Melhor Ator na 3ª cerimônia do Oscar .  O filme arrecadou $ 750.000 nas bilheterias,  e McNeile recebeu cerca de £ 5.000 pelos direitos de seu romance.  No mesmo ano, ele escreveu sua segunda peça - The Way Out - que foi encenada no Comedy Theatre em janeiro de 1930.   Cerca de um ano depois, ele e sua esposa retornaram à Inglaterra e se estabeleceram perto de Pulborough, West Sussex. 
Em 1935 McNeile, Fairlie, Sidney Gilliat e J.O.C. Orton colaboraram no roteiro Bulldog Jack, um "thriller de comédia" com Jack Hulbert e Fay Wray, que foi produzido pela Gaumont British . 

### Morte e legado
Em 1937, McNeile estava trabalhando com Fairlie na peça Bulldog Drummond Hits Out   quando foi diagnosticado com câncer de garganta terminal. Ele chegou a um acordo com Fairlie para que a peça continuasse após sua morte e para que Fairlie continuasse escrevendo as histórias de Drummond.   McNeile morreu em 14 de agosto de 1937  em sua casa em West Chiltington, West Sussex.  Embora a maioria das fontes identifique o câncer de garganta como a causa da morte, Treadwell também sugere que pode ter sido câncer de pulmão. Foi "rastreável ao seu serviço de guerra", e atribuído a um ataque com gás. Seu funeral, com todas as honras militares, foi realizado no crematório de Woking.  Na sua morte, sua propriedade foi avaliada em mais de £26.000.
Bulldog Drummond Hits Out foi finalizado por Fairlie e teve uma curta turnê por Brighton, Birmingham, Manchester e Edimburgo, antes de estrear em Londres no Savoy Theatre em 21 de dezembro de 1937.  A história foi posteriormente transformada em um romance de Fairlie, com o título Bulldog Drummond em Dartmoor. Fairlie continuou a escrever romances de Drummond, sete no total. Quando a Segunda Guerra Mundial estourou, Fairlie colocou Bulldog Drummond firmemente no campo antifascista, lutando pela Grã-Bretanha.  
Drummond, principal legado literário de McNeile, tornou-se um modelo para outros heróis literários criados nas décadas de 1940 e 1950.  W.E. Johns usou o trabalho de McNeile como modelo para seu personagem Biggles,  enquanto Ian Fleming admitiu que James Bond era "Sapper da cintura para cima e Mickey Spillane abaixo".  O personagem popular de Sydney Horler "Tiger" Standish também foi modelado em Drummond. 